# アイザック・ドル
アイザック・ドル（Doru Isac、1962年7月14日 - ）は、ルーマニア・クラヨーヴァ出身のサッカー指導者。アイザック・ドールとも表記される。

## 経歴
クラヨーヴァ大学卒業後、フランスのナンシー第二大学在学時に、ASナンシーのアカデミーチームでサッカー指導者としてのキャリアをスタートさせる。博士号取得のために日本に渡ってからも、金沢大学大学院、中京大学大学院に通いつつ、育成年代のサッカーチームを指導する。1995年から2002年まで、Jリーグクラブ名古屋グランパスエイトの育成部門に携わった。
2002年、シンガポールのクレメンティ・カルサで初めてプロの成人チームの指導にあたる。2003年には母国のラピド・ブカレストにてミルチェア・レドニクの下でアシスタントコーチを短期間務めた。2003年から2013年まではサウジアラビアとカタールで主に育成年代の指導にあたり、アル・サッドではトップチームでコー・アドリアーンセのアシスタントコーチを務めた。2010年からはオリンピックカタール代表のスタッフとして、再びアドリアーンセの下で働いた。2011年12月にはヴィアティンFCのテクニカルダイレクターに就任。
2014年7月、ルーマニアサッカー連盟からアイザックのU-19ルーマニア代表監督就任が発表された。しかし、U-19欧州選手権2015予選で3戦3敗に終わり、同年11月に解任された。2015年、アメリカ合衆国のヒューストン・ダイナモのU-23チーム監督に就任。
2016年3月、横浜F・マリノスで新設のスポーティングダイレクターに就任。それまでチーム統括本部長だった下條佳明に代わりクラブのトップチームの強化、編成を担当する。2018年8月20日付で退任。

## 指導歴
- 1990年 - 1991年  ASナンシーアカデミー
- 1991年 - 1992年  ASリールボンヌ
- マッキー総合学園
- 1994年 - 1996年  立正大学サッカー部：監督
- 名古屋グランパスエイト
  - 1995年 アカデミーテクニカルアドバイザー
  - 1996年 - 2002年 ユースアカデミーテクニカルダイレクター
- 2003年 - 2004年  アル・ヒラル：U-18コーチ
- アル・サッド
  - 2004年 - 2005年 U-18コーチ
  - 2005年 - 2007年 アシスタントコーチ兼U-20コーチ
  - 2007年 - 2008年 監督
- 2008年 - 2010年  ウム・サラルSC：アシスタントコーチ
- 2010年 - 2011年  オリンピックカタール代表：アシスタントコーチ
- 2012年 - 2013年  アル・タエーFC：コーチ
- 2013年 - 2014年  OGCニース：テクニカルコーチ兼アカデミーテクニカルコーチ
- 2014年 - 2015年  U-19ルーマニア代表：コーチ
- 2015年 - 2016年  ヒューストン・ダイナモ：U-23監督
- 2016年 - 2018年  横浜F・マリノス：スポーティングダイレクター
- 2019年 - 2021年  インド代表：テクニカルダイレクター